# Mădălina Bereș
Mădălina Bereș (3 luglio 1993) è una canottiera rumena.
Ha rappresentato la Romania ai Giochi olimpici estivi di Rio de Janeiro 2016 e Tokyo 2020, vincendo la medaglia di bronzo nell'otto nell'edizione brasiliana.

## Palmarès
- Olimpiadi

Rio de Janeiro 2016: bronzo nell'8.
Parigi 2024: oro nell'8.
- Mondiali

Sarasota 2017: oro nell'8;
- Europei

Poznań 2015: bronzo nell'8;
Brandeburgo 2016: bronzo nel 2 senza;
Glasgow 2018: oro nel 2 senza; oro nell'8.
Lucerna 2019: argento nel 4 senza;
Poznań 2020: oro nell'8;